# Cydia
Cydia és un gènere de lepidòpters ditrisis de la família Tortricidae. Inclou centenars d'espècies d'importància econòmica a causa del dany infligit a les collites agrícoles, especialment fruites i arbres de nous. Algunes espècies de Cydia són important font d'aliment per a altres animals, i algunes s'usen com a agents de control biològic.

## Taxonomia
- Arna de l'avena (Cydia amplana)
- Arna mexicana del fesol (Cydia deshaisiana sin. C. saltitans)
- Arna del faig(Cydia fagiglandana)
- Corc de les prunes, antigament Cydia funebrana avui Grapholita funebrana
- Arna de la nuo (Cydia kurokoi)
- Cydia latiferreana
- Cuc del te (Cydia leucostoma)
- Arna de l'alfals (Cydia medicaginis)
- Cydia milleniana
- Arna del presseguer (Cydia molesta)
- Arna del perer (Cydia nigricana)
- Arna del spruce (Cydia pactolana)
- Carpocapsa (Cydia pomonella)
- Cydia pyrivora
- Arna de les nous (Cydia splendana)
- Arna de les llavors de spruce (Cydia strobilella)
- Arna del làrix (Cydia zebeana)